# Ruhrorter Schiffswerft

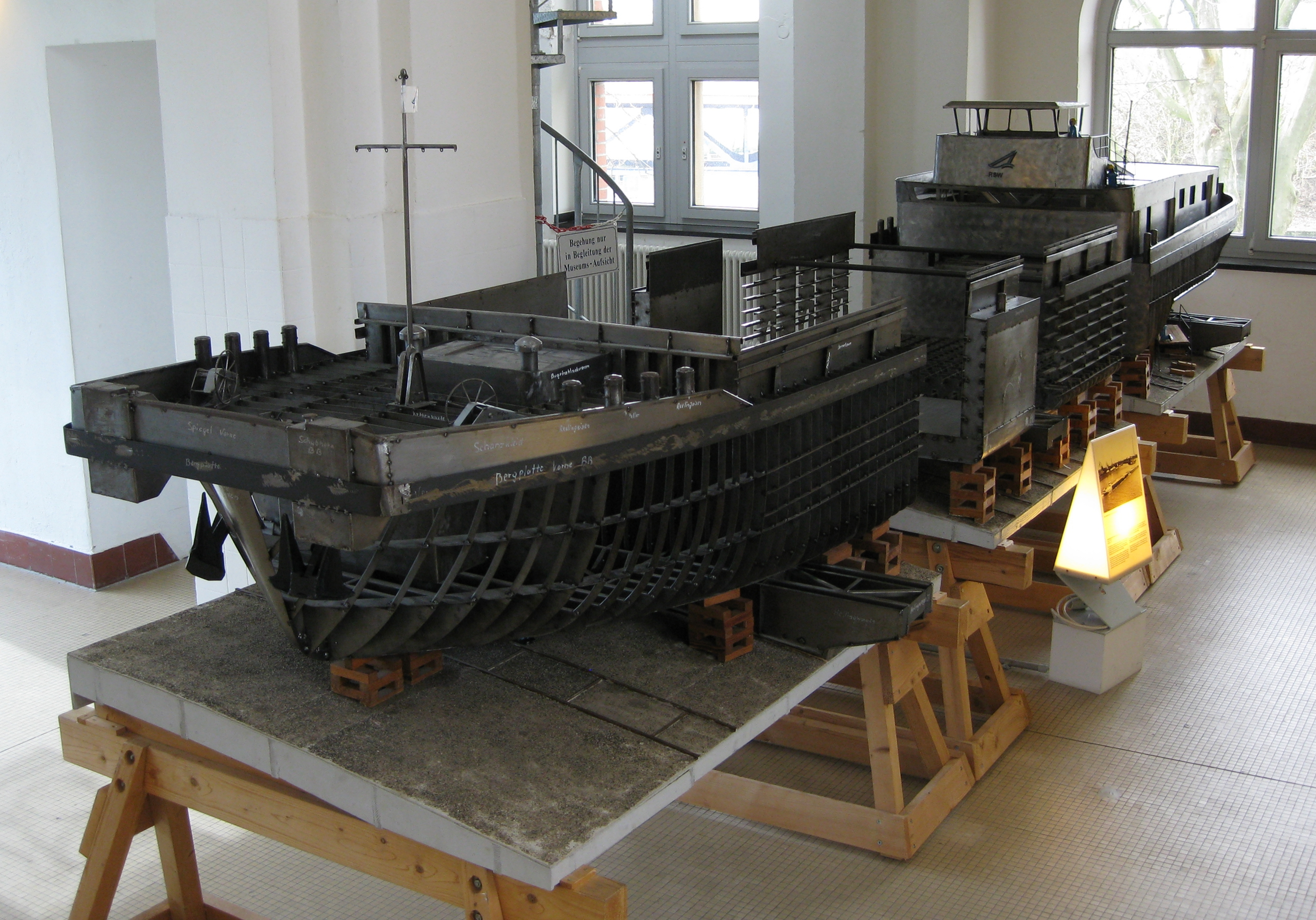
Modell der Haniel Kurier 61, erbaut auf der RSW

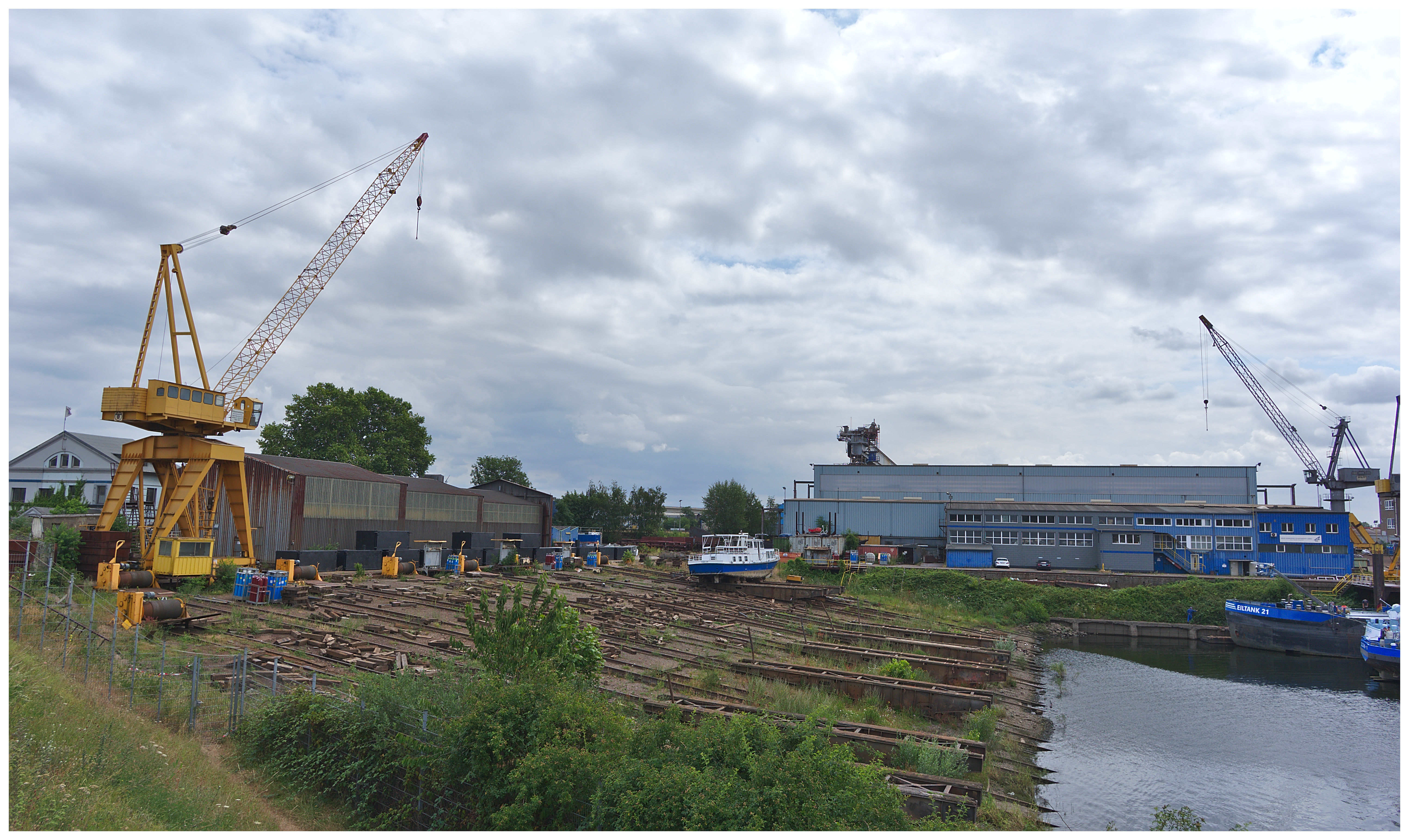
Neue Ruhrorter Schiffswerft

Die Ruhrorter Schiffswerft (RSW) ist eine Werft in Duisburg-Ruhrort. Sie wurde 1921 am Eisenbahnhafen gegründet. Heute firmiert sie unter dem Namen Neue Ruhrorter Schiffswerft im Ruhrorter Hafen am Hafenbecken B.

## Geschichte
1938 wurde die Werft von Krupp übernommen. 1950 übernahm die Firma Lohbeck die Werftanlage in Meiderich am Hafenbecken B. In unmittelbarer Nachbarschaft lagen die Meidericher Schiffswerft am Becken A und die Triton-Werft am Becken C.
In ihrer geschäftlich erfolgreichsten Zeit von 1960 bis Ende der 1980er Jahre zählte die RSW zu den bedeutendsten Binnenwerften in Westeuropa, sie war an der Entwicklung der Schubschifffahrt auf dem Rhein beteiligt. Die maximale Mitarbeiterzahl betrug 370 Personen.
Seit 1993 wird die Werft als Gemeinschaftsunternehmen Neue Ruhrorter Schiffswerft mit den Schwerpunkten Schiffbau, Schiffsreparatur und -wartung am gleichen Standort weiterbetrieben.

## Unfall
Am 31. März 2016 ereignete sich bei Arbeiten am Binnentankschiff Julius Rütgers in der Werft eine Explosion, in deren Folge drei Arbeiter starben.